# Beaumont-de-Lomagne
Beaumont-de-Lomagne è un comune francese di 4 060 abitanti situato nel dipartimento del Tarn e Garonna nella regione dell'Occitania. È la città natale del matematico Pierre de Fermat.
Il territorio comunale è bagnato dalle acque del fiume Gimone.

## Società

### Evoluzione demografica
Abitanti censiti

## Monumenti

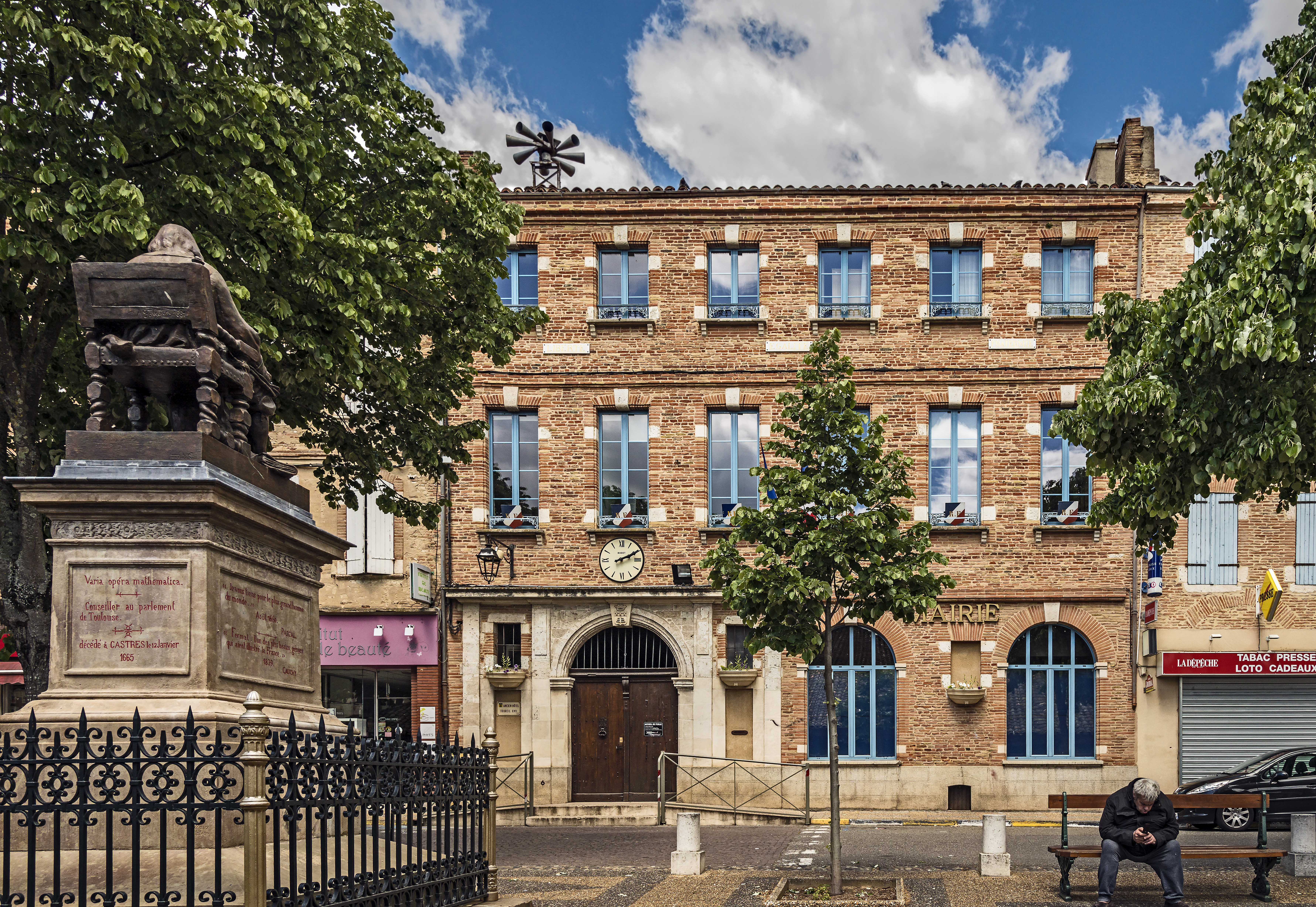
Municipio
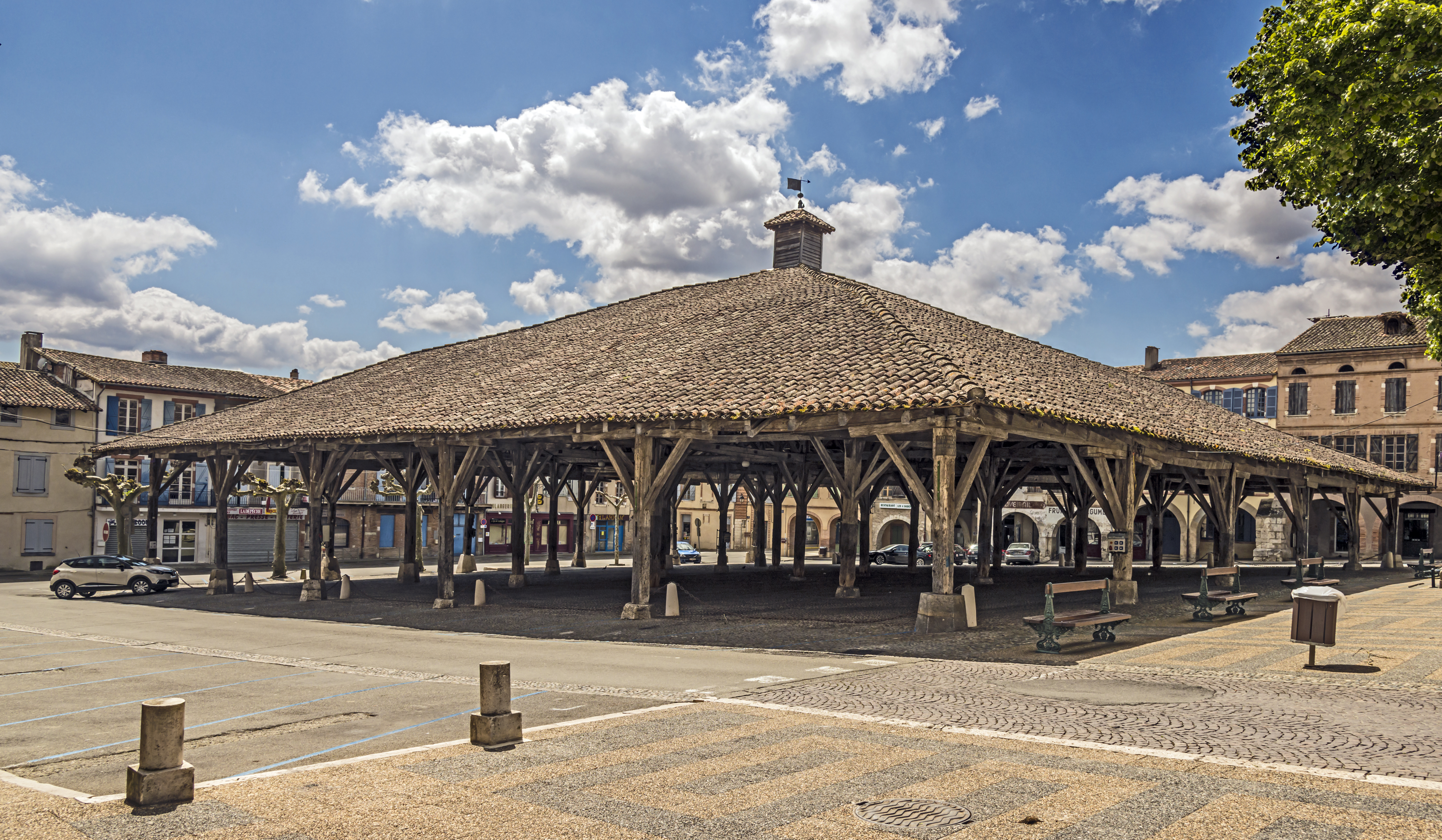
mercato coperto
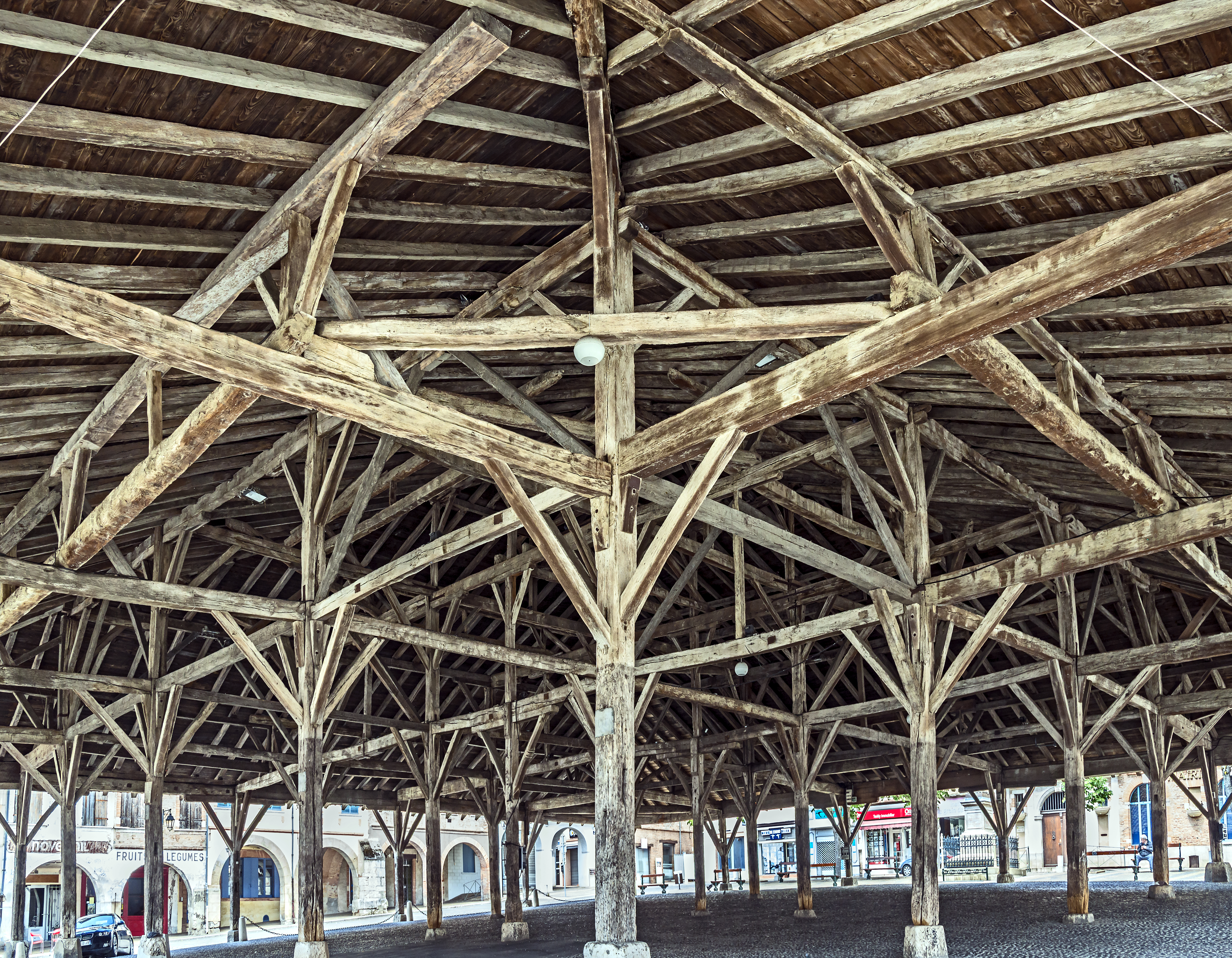
mercato coperto interno
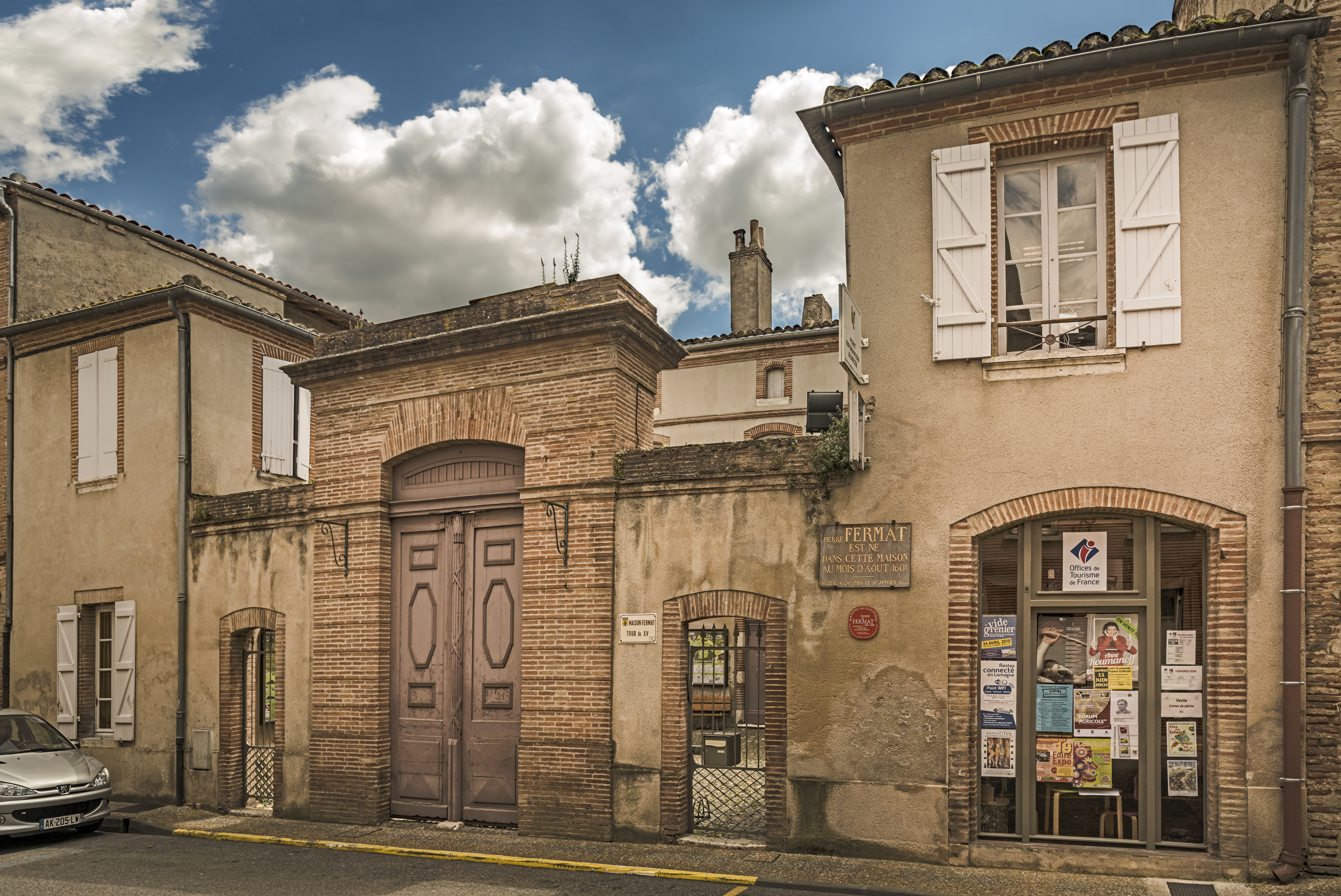
Fermat Casa
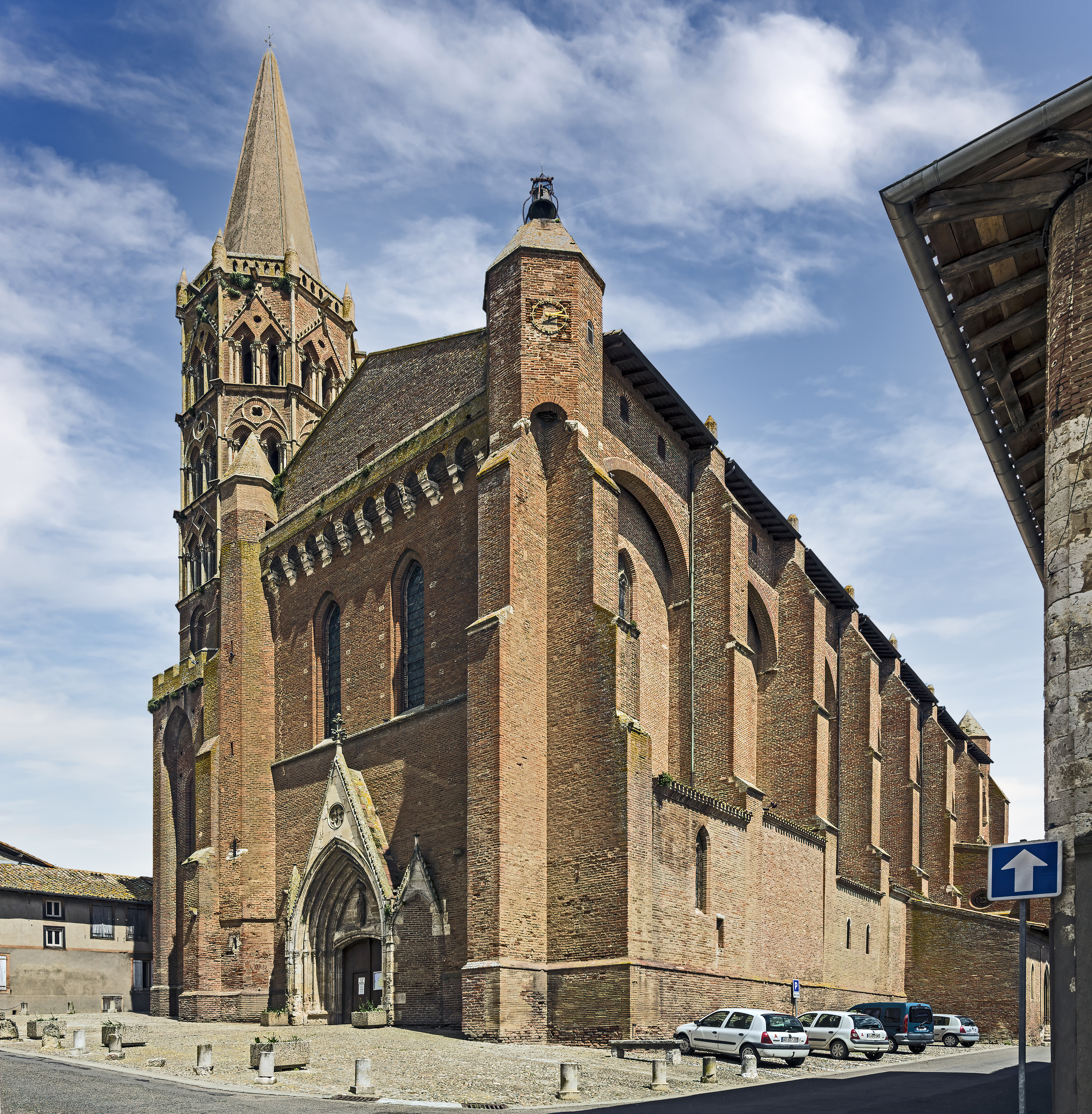
La Chiesa
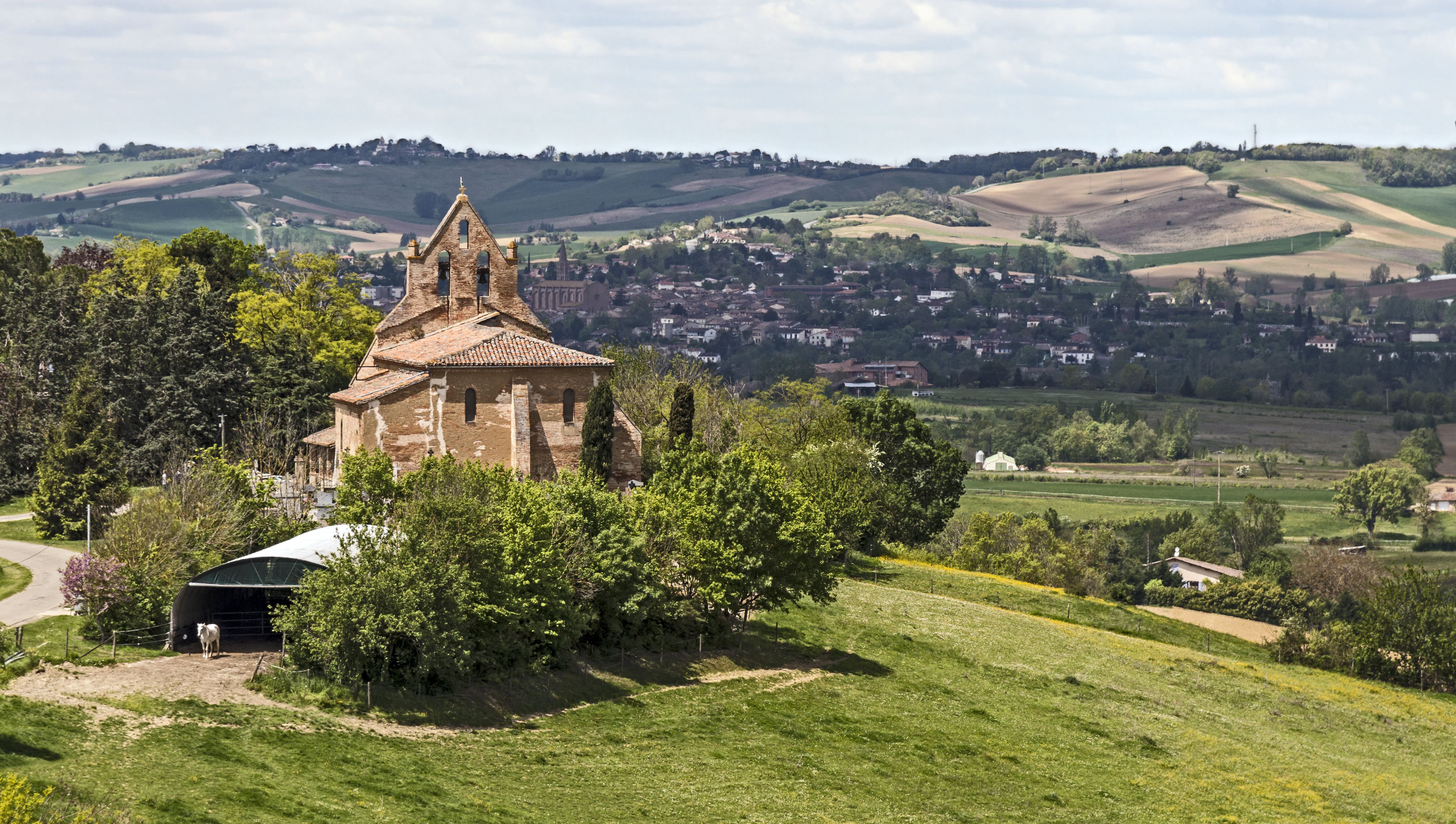
Cappella San Giovanni